# Ярлык (грамота)

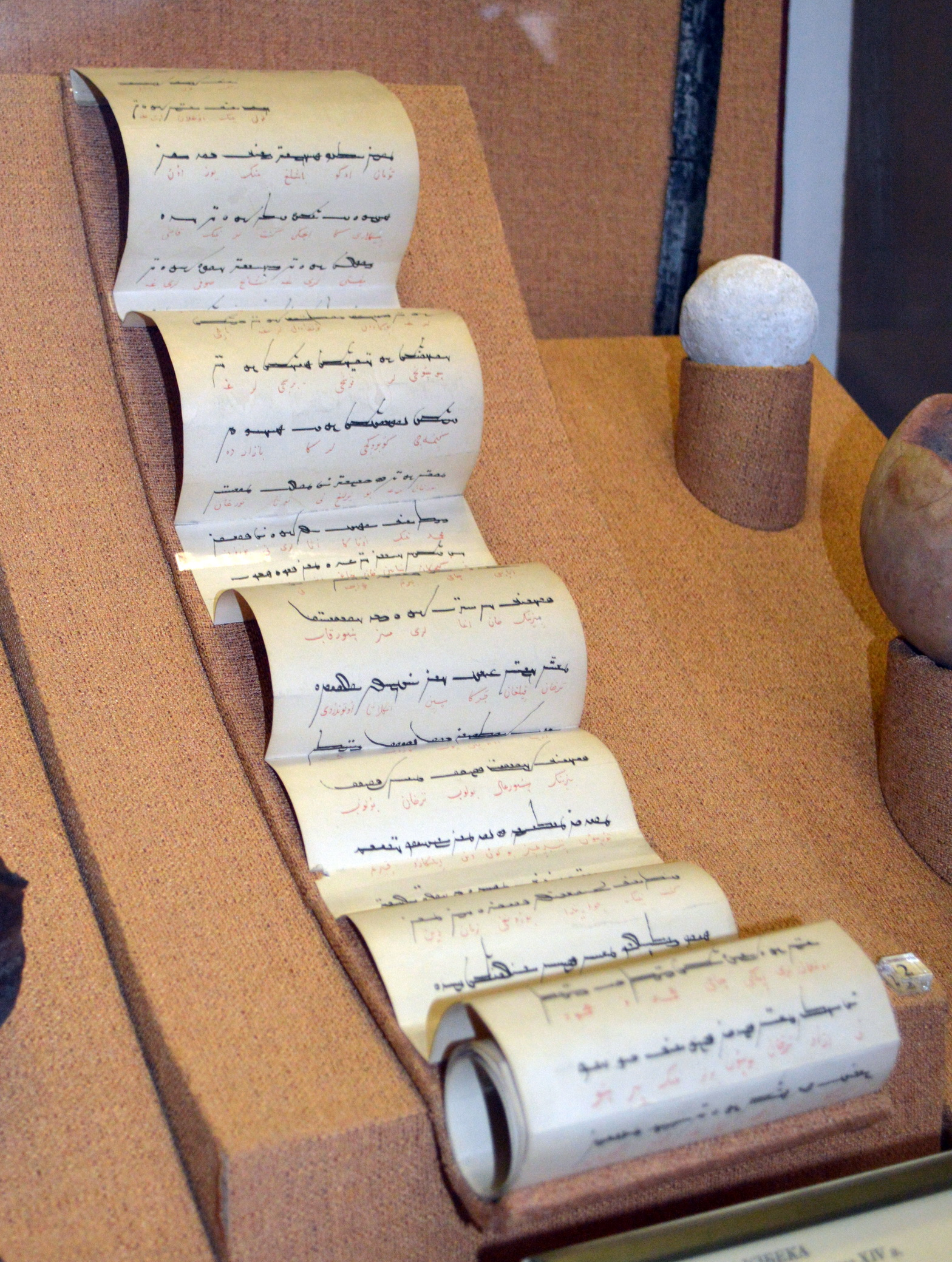
Ярлык 1397 года Тимур Кутлуг хана (копия)

Ярлы́к (от др.-рус. ярлыкъ — «ханская грамота», что от тюрк. ярлэ́к — «повеление, приказ», что в свою очередь от монг. зарлиг — «объявление, извещение») — письменное повеление или льготная грамота монгольских ханов подвластным им светским и духовным (церковным) владыкам; воплощение законов Ясы. Верительная грамота на великое княжение в XIII—XV веках.

## Этимология

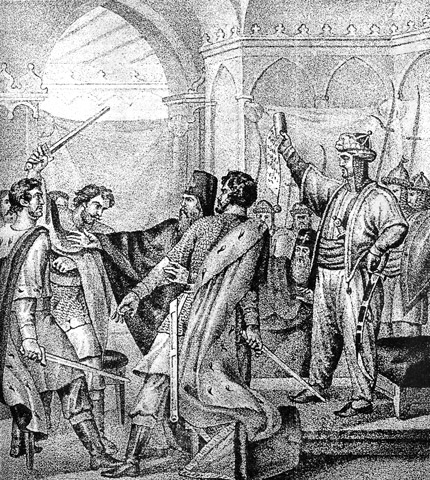
Репродукция картины Бориса Чорикова: «Распря русских князей в Золотой Орде за ярлык на великое княжение»

Слово ярлык заимствовано русским языком из тюркских языков, где оно имеет значение «султанский указ, грамота, дворянская грамота». Тюркские народы, заимствовав (вероятно, при первых Чингизидах) это слово у монголов с его древнейшим произношением, стали произносить я как е, а окончание -ик - как -ык/ыг.
Слово ярлык образовано от монг. зарлиг (среднемонгольский ĵarliq; преклассический и старописьменный монгольский ĵarliɣ), которое в корне имеет монг. зар (преклассический и старописьменный монгольский ĵar), что значит «объявление, извещение». Согласно Э. В. Севортяну, корень ĵar является тюрко-монгольско-манчжурской формой жар~йар~чар («клич», «извещение», «крик, рёв, плач») и принадлежит классу древнейших общетюркских лексических основ звукоподражательного происхождения.
Также это монгольское слово (джарлик) означает «слово старшего к младшему».
Из существительного ярлык (ярлыг, ерлык, ерлыг) джагашайские турки образовали глагол ярлымак (приказывать, говорить), имеющее то же значение, что и монгольское дзарликлаху. Помимо русского и тюркских языков слово ярлык в период владычества монголов перешло в языки иных подвластных им народов: персидский, арабский, сирийский, армянский и другие.
В русском языке слово «ярлык» со временем потеряло своё первоначальное значение, и в обиходной речи употребляется при обозначении этикетки или клейма.

## Описание
Материал — бумага. Лист (иногда несколько листов) приблизительно 20 см в ширину и до 1,5 м в длину. Писались чёрными чернилами, отдельные фрагменты выделяли красными и золотистыми цветами.
Ярлыки писались в Золотой Орде и, предположительно, сразу же делались аутентичные переводы на языки получателя, а также составлялись самими «просителями».

## Назначение
Ярлыки первых ханов Монголии провозглашались устно для всеобщего сведения. Традиция письменного издания ярлыков была заимствована Чингисханом в самом начале XIII века от уйгуров. Поэтому порядок оформления и типовые формулировки ярлыков монгольских ханов имеют значительные сходства с дошедшими до нас ярлыками уйгурских князей X—XI веков.
Юридическое определение ярлыка даёт историк и юрист Р. Ю. Почекаев:

 Золотоордынские ярлыки — это нормативные правовые акты, обладавшие высшей юридической силой, которые издавались от имени суверенного государя (хана Золотой Орды) по вопросам, относившимся к сфере публичного права, имели характер приказания или распоряжения относительно конкретных лиц, отдельных категорий лиц или неограниченного круга лиц, нижестоящих по отношению к хану, содержали необходимые реквизиты и официально обнародовались в той или иной форме. 
Ярлыки имели большое значение на Руси в XIII—XV веках во время Монголо-татарского ига. Большинство ярлыков, выданных ордынскими ханами митрополитам (и кандидатам в них) писалось на уйгурском языке. Духовенству ярлыки выписывались на освобождение от ханских податей и повинностей, закрепляли юридически дарованные ей ордынцами права и недоступные другим слоям населения привилегии (охрану земельных и других недвижимых имуществ церкви в разных её видах: «церковнии домове, земли и воды, огороды, виногради, мелницы», охрану церковных мастеров, а затем и крестьян на церковных землях, а также церковных книг и утвари, полное освобождение от дани). При хане Менгу-Тимуре положение церкви на Руси сравнялось с положением духовенства в других покорённых Ордой странах, где храмы и монастыри освобождались от всех налогов, а ханской администрации запрещалось расхищение церковного имущества (под любыми предлогами), объявлялась даже защита от хулы и оскорблений церкви; взамен православная церковь должна была истово и честно молиться за здравие ханов и его народа.

## Хранение
Значительная часть ордынских ярлыков, хранившихся в архиве русских митрополитов в Киеве, Владимире, а затем в Москве, переводилась с уйгурского на русский язык и снабжалась послесловием по мере их поступления в митрополичью казну. Но некоторые из грамот из-за сложности переводились не сразу. Окончательный состав краткого собрания сложился в 1410-х годах на основании материалов митрополичьего архива, затем в начале 1460-х годов ярлыки объединили с переводными антилатинскими статьями и попали в Троице-Сергиев монастырь как краткое собрание ярлыков под названием «Ярлыки, иже суть давали цари ординьские митрополитом киевскым и всея Руси на церковныя домы и на люди».
В энциклопедии Брокгауза и Ефрона говорится о дошедших до того времени ярлыках духовенству, «из коих 4 принадлежат ханам, именно: Менгу-Темиров, данный в 1279 г. Кириллу, Узбеков — св. Петру (1313 г.), Бердибеков — св. Алексию от 1359 г. и Атюляков — Михаилу (Митяю) от 1379 г., и 3 — ханше Тайдуле (см.), давшей их митрополитам Феогносту и св. Алексию, и епископу Ионе (Иоанну?)». Самый старый из них ярлык Менгу-Тимура датируется 1267 годом.
Ярлыки русским князьям и духовенству почти полностью уничтожены приблизительно в XV—XVI веках, возможно из-за того, что к тому времени эти ярлыки уже стали представлять собой компромат с точки зрения коллаборационизма с ордынскими захватчиками.
Информация о ярлыках также дошла до нас через летописи. В 1792 году историком Н. А. Львовым по копии (с утраченной рукописи Спасо-Евфимьева монастыря) опубликован текст летописи, получившей имя Львовская летопись, с кратким собранием ярлыков.
В 1910 году в 20-м томе «Полного собрания русских летописей» С. А. Андрианов и А. Е. Пресняков опубликовали найденный Эттеров список Львовской летописи, также включавшей краткое собрание ярлыков.
В 1914 году В. Н. Бешеневич издал собрание по семи спискам. В 1955 году А. А. Зимин издал краткое собрание по всем известным спискам.
А. И. Плигузов в 1987 году опубликовал (с соблюдением всех особенностей оригинала) древнейший список краткого собрания ярлыков.